# Dostuk (Alamüdün)
Dostuk ist ein Dorf im Rajon Alamüdün des kirgisischen Oblus Tschüi.

## Geographie
Der Ort liegt in der Landgemeinde Prigorodnoje nordwestlich der Stadtgrenze von Bischkek an der Fernstraße EM-14/A366, die den Flughafen Manas anbindet. Das Gebiet um den Ort ist sumpfig.

## Geschichte
Das Dorf wurde Mitte der 1960er-Jahre als Datschensiedlung für die Mitarbeiter einer Fabrik in Bischkek gegründet.

## Bevölkerung
| 2009 | 2015 | 2021 |
| ---- | ---- | ---- |
| 1659 | 1376 | 1442 |

## Wirtschaft und Infrastruktur
Aufgrund des sumpfigen Untergrunds wurde zu Sowjetzeiten ein Bewässerungssystem errichtet, das das Wasser in drei kleine Seen nordöstlich des Orts ableitete. Die Seen sind insgesamt 7 Hektar groß und 2–3 Meter tief.  Im Jahr 2013 verstopfte dieses Bewässerungssystem. Anstatt die Leitungen zu reparieren, beschloss die Regierung der Landgemeinde jedoch, sie aufzugeben. Daraufhin trockneten die Seen aus und die ehemals sumpfige Region wurde zunehmend trockener. Das Dorf bezieht sein Wasser aus Brunnen und ist nicht an das zentrale Leitungsnetz angeschlossen.